# 最強国の条件
『最強国の条件』（さいきょうこくのじょうけん、原題: Day of Empire: How Hyperpowers Rise to Global Dominance - and Why They Fall）は、2007年にイェール・ロー・スクール教授エイミー・チュアによって上梓された書物である。日本語でも読める文献で、徳川家広によって日本語訳された（講談社）。

## 内容
この著書は人間の歴史を通じて最強国の実例について論じている。チュアはマウリヤ朝、チョーラ朝、シュンガ朝、ヴィジャヤナガル王国、ムガール帝国のインド亜大陸の歴代王朝からローマ帝国、唐、モンゴル帝国、大英帝国に至るまでの超大国に就いてを現在の最強国であるアメリカ合衆国と照らし合わせて年代順にざっくりと説明している。いかにカリスマ性のある優れた人材を引き寄せ、それを活用したかが最強国になる条件であり、そしてその寛容さを失った時に没落するという単純な歴史観に基づいて論述している。大日本帝国はその失敗作として登場する。

### 批評
- Los Angeles Times review by Daniel Kurtz-Phelan, 11 November 2007
- New York Times review by Lance Morrow, 18 November 2007
- Salon review by Andrew O'Hehir, 19 November 2007

### その他の議論
- Interview with Chua - ウェイバックマシン（2021年5月7日アーカイブ分） by Harry Kreisler of the Institute of International Studies
- After Words interview with Chua on Day of Empire, December 29, 2007